# Róża drobnokwiatowa
Róża drobnokwiatowa (Rosa micrantha Borrer ex Sm.) – gatunek krzewów z rodziny różowatych (Rosaceae). Występuje w południowej, zachodniej i środkowej Europie, w zachodniej Azji (w Azji Mniejszej, Syrii i na Kaukazie) oraz w północno-zachodniej Afryce. Jako gatunek introdukowany rośnie w Ameryce Północnej i Południowej oraz w Nowej Zelandii. W Polsce bardzo rozproszona w zachodniej części kraju, poza tym w pasie wyżyn i wzdłuż przyległego odcinka doliny Wisły oraz w okolicy Gdańska.

## Morfologia

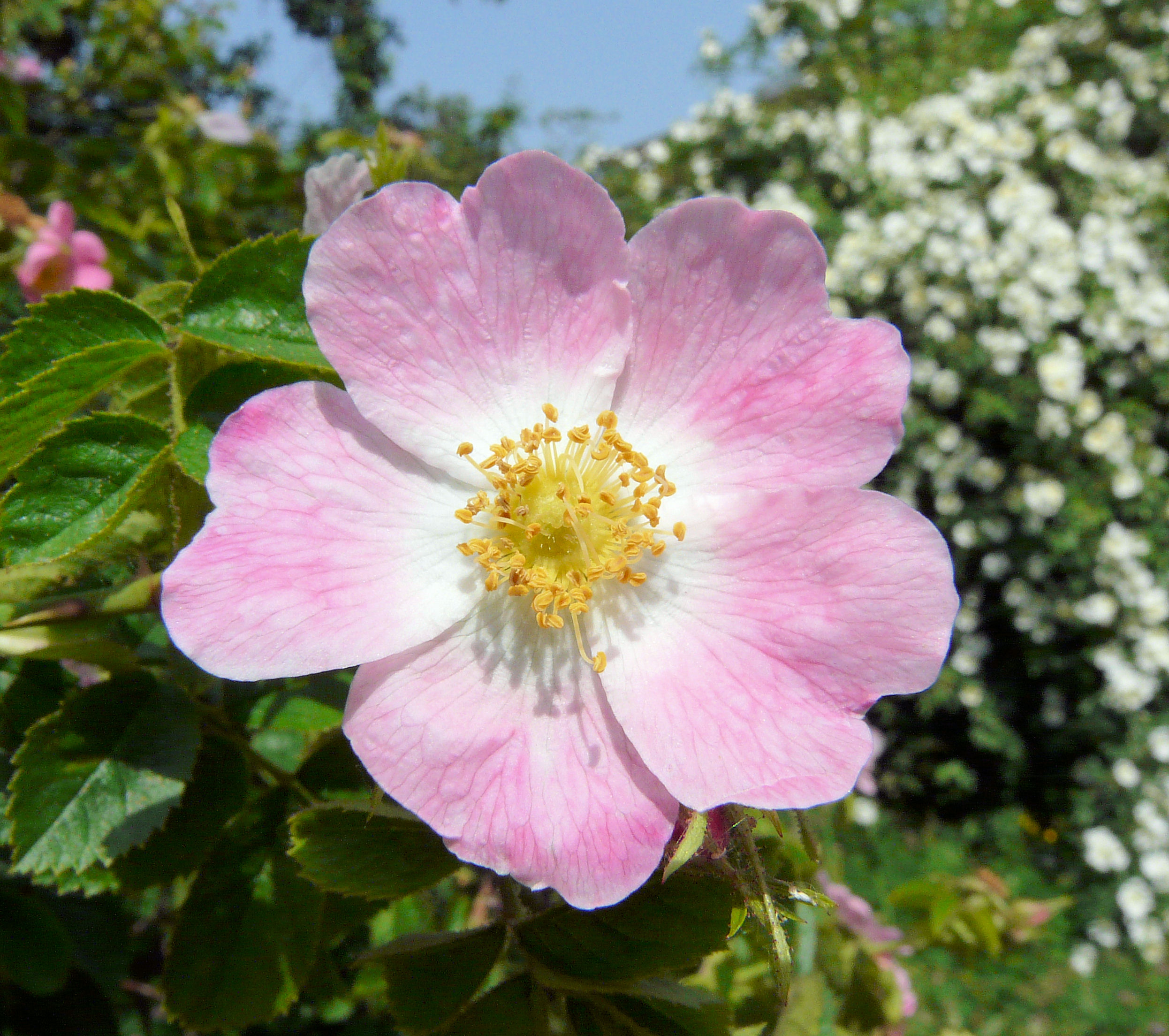
Kwiat

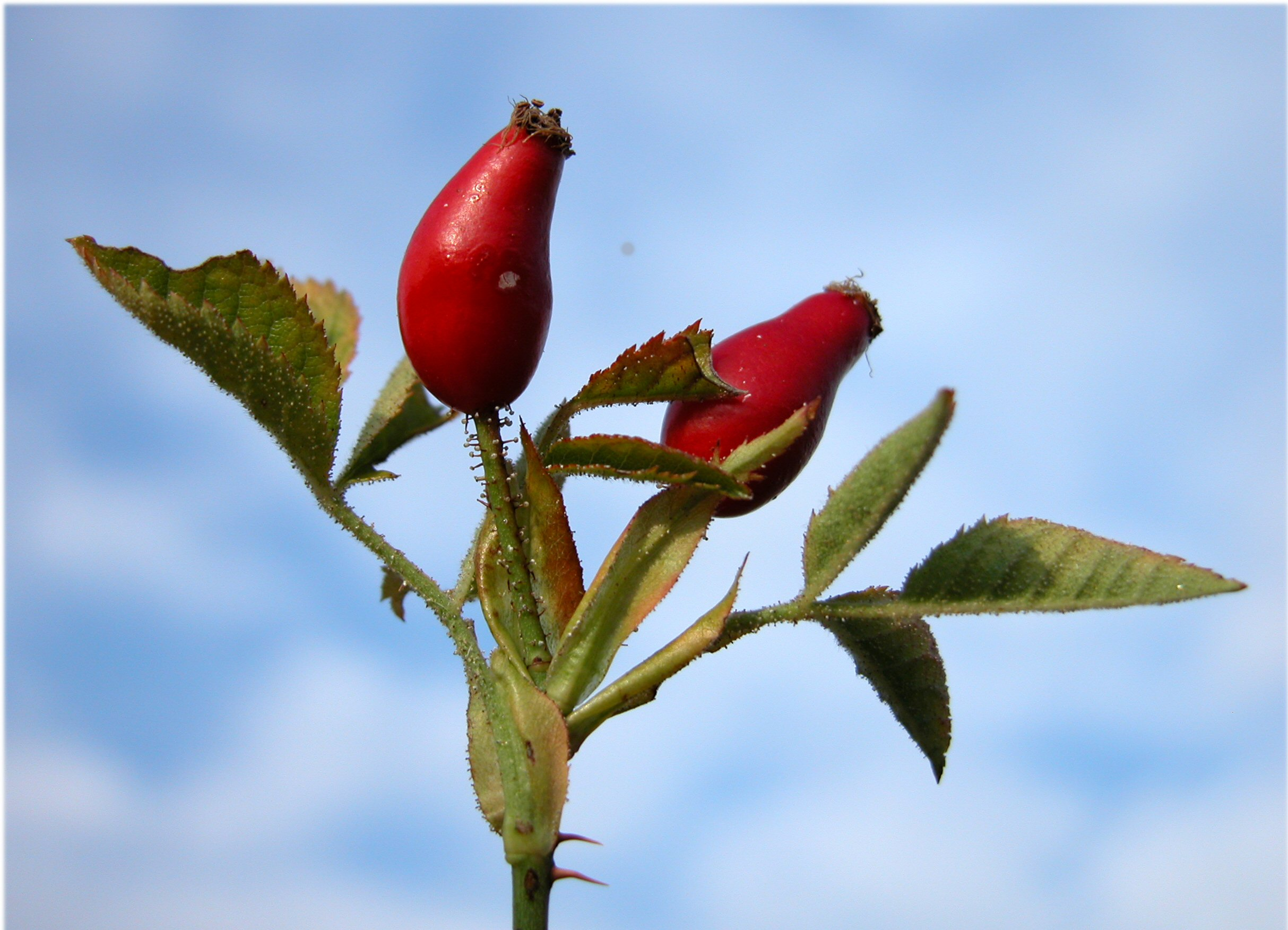
Owoce

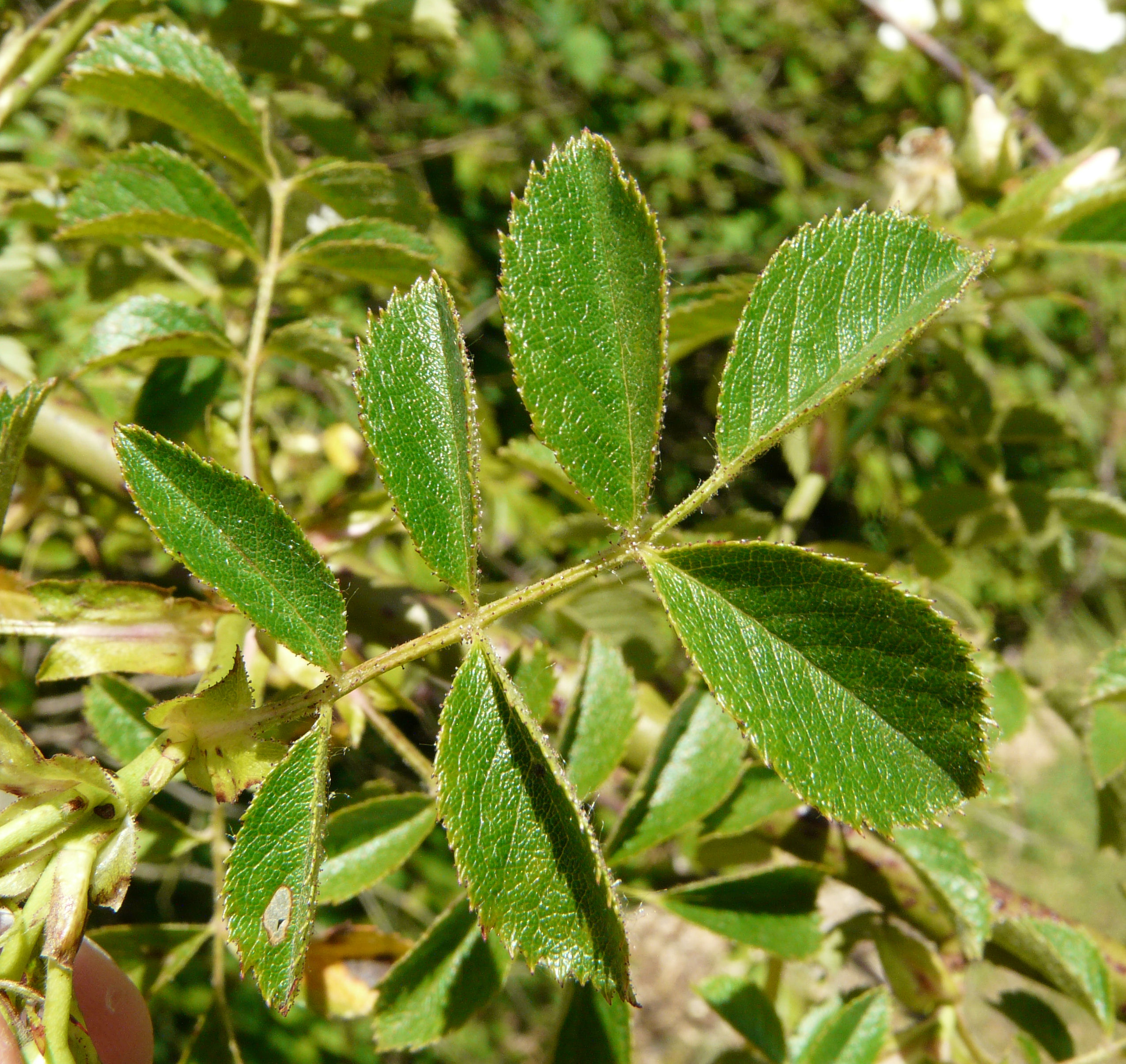
Liść

ŁodygaPonad 1 m wysokości. Gałązki łukowato zwieszone. Kolce zakrzywione, jednakowe.
Liście7-listkowe, na spodniej stronie obficie pokryte gruczołami o zapachu jabłkowym. Listki szerokojajowate, owłosione, ząbkowane. Ząbki wąskie, głębokie.
KwiatyJasnoróżowe. Szypułki pokryte drobnymi, trzoneczkowatymi gruczołkami. Działki kielicha z pierzastymi łatkami, po przekwitnieniu odgięte w dół. Szyjki słupka wolne, nagie, wzniesione, krótsze od zewnętrznych pręcików.

## Biologia i ekologia
Krzew. Kwitnie w czerwcu. Gatunek charakterystyczny zarośli ligustru i tarniny z zespołu Pruno-Ligustretum.

## Zagrożenia
Roślina umieszczona na Czerwonej liście roślin i grzybów Polski (2006) w grupie gatunków rzadkich, potencjalnie zagrożonych (kategoria zagrożenia R).